# Il était une fois… notre Terre
Pour les articles homonymes, voir Il était une fois.
 (juillet 2015).
Si vous disposez d'ouvrages ou d'articles de référence ou si vous connaissez des sites web de qualité traitant du thème abordé ici, merci de compléter l'article en donnant les références utiles à sa vérifiabilité et en les liant à la section « Notes et références ».
Il était une fois… les Explorateurs Il était une fois... ces Drôles d'objets
Il était une fois... notre Terre est une série télévisée d'animation française en 26 épisodes de 25 minutes (52 segments de 12 minutes), créée par Albert Barillé pour les studios Procidis,, et diffusée à partir du 15 décembre 2008 sur Gulli
Il s'agit de la dernière série animée créée et produite par Albert Barillé, mort quelques mois plus tard.

## Synopsis
Cette nouvelle série Il était une fois, dernière réalisée avant la mort de son créateur Albert Barillé en 2009, explique aux enfants la notion de développement durable, présentée comme un enjeu majeur pour l'avenir de la planète et de l'Humanité.

## Fiche technique

### Voix françaises
- Roger Carel : Maestro
- Annie Balestra : Pierrette, Psi
- Olivier Destrez : Pierrot et autres personnages secondaires

### Participations
La société de production Procidis a également été aidée par des chaînes de télévisions : Gulli  France.

## Personnages principaux
- Maestro.
- Pierrot.
- Psi.
- Petit Gros, rebaptisé Jumbo.
- Pierrette.
- Teigneux.
- Nabot, qui semble avoir été rebaptisé ici « Grumeau ».
- Les héritiers de la planète.

### Les Méchants
- Pollueurs (dont certains s'inspirant de Teigneux et Grumeau).
- Trafiquants.
- Militaires
- Industriels

## Épisodes
1. Les Héritiers de la planète / Le Transport miracle
2. Climat : Le Grand Nord / Au Grand Nord
3. L'eau précieuse en Inde / Vers Calcutta
4. L'eau précieuse du Sahel / Lutter contre le désert
5. La Forêt Amazonienne / Dans la Canopée
6. Nos énergies s'épuisent / L'énergie nucléaire
7. Le Commerce Équitable / Le micro-crédit
8. La mer poubelle / Vers les abysses
9. Les Écosystèmes 1 / Les Écosystèmes 2
10. L'eau précieuse dans le monde / L'eau ne tombe pas du ciel
11. La pauvreté dans le monde / La pauvreté en Afrique
12. Forêts du monde / Au Congo
13. La Pêche abusive / Les brigands des mers
14. Climat : origines / Le climat : son histoire
15. L’Agriculture / La grande ferme et la petite ferme
16. La Biodiversité / Dans la jungle
17. Climat, les solutions / Informer et convaincre
18. Le recyclage / Horizon "zéro déchet"
19. Les Femmes dans le monde / Les Femmes dans le monde (partie 2)
20. Enfants au travail Enfants soldats / Enfants perdus et retrouvés
21. Énergies : des solutions / Vive le soleil
22. La maison et la ville / Villes propres
23. Climat, les effets / Le passage par le nord
24. Santé, éducation / L'éducation
25. Technologies / Au service de notre planète
26. Et demain ? / Vers les grands cieux

## Commentaires

### Esthétique visuelle et musicale
Si l'esthétique générale était restée pratiquement inchangée depuis les origines de la série Il était une fois (on se souvient notamment que les personnages avaient toujours les mêmes visages), on assiste ici à une tentative de "relookage" qui s'approche davantage des critères esthétiques télévisuels actuels tel que le Nabot (Grumeau) et le Teigneux n'ont plus leur gros nez et leur air sournois et vilain. Seul Maestro conserve son allure caractéristique a part une retouche sur ses yeux, tous les autres arborent désormais des coiffures à pointes et des pantalons baggy.
Si un thème original fut composé pour le générique de la série, la plupart des thèmes musicaux de fond sont à peu près toujours les mêmes que ceux utilisés dans les séries précédentes.